# RK Krim
Rokometni Klub Krim – słoweński klub piłki ręcznej kobiet powstały w 1984 roku z bazą w Lublanie. Klub z wieloma sukcesami na arenie międzynarodowej. Klub dwukrotnie zwyciężał w Lidze Mistrzyń.
Drużyna występuje też w rozgrywkach Ligi Regionalnej.

## Sukcesy
- Mistrzostwo Słowenii: 1995, 1996, 1997, 1998, 1999, 2000, 2001, 2002, 2003, 2004, 2005, 2006, 2007, 2008, 2009, 2010, 2011, 2012, 2013, 2014, 2015
- Puchar Słowenii: 1993, 1994, 1995, 1996, 1997, 1999, 2000, 2001, 2002, 2003, 2004, 2005, 2006, 2007, 2008, 2009, 2010, 2011, 2012, 2013, 2014, 2015
- Zwycięstwo w Lidze Mistrzyń: 2001, 2003
- Finalista Ligi Mistrzyń: 1999, 2004, 2006

## Zawodniczki
- Z tym tematem związana jest kategoria: Piłkarki ręczne RK Krim.

### Kadra 2013/14
- 1.  Jelena Grubisić
- 4.  Carmen Martín
- 5.  Daniela Piedade
- 6.  Neli Irman
- 7.  Nina Wörz
- 8.  Tamara Mavsar
- 10. Anđela Bulatović
- 12. Sergeja Stefanisin
- 15. Barba Lazović-Varlec
- 16. Misa Marincek
- 17. Linnea Torstenson
- 21. Talida Tolnai
- 22. Oana Manea
- 23. Andrea Penezić
- 33. Katarina Krpež
- 44. Maja Zmec
- 88. Patricia Vizitiu